# 沖田×華
沖田 ×華（おきた ばっか、1979年〈昭和54年〉2月2日 - ）は、日本の漫画家。女性。富山県魚津市出身。富山県立新川女子高校衛生看護科卒業。ペンネームは命名を任されたゲッツ板谷が催促の電話を受けて「うるせー起きたばっかなんだよ」と返答したことに由来する。

## 来歴
魚津駅近くの中華料理店『朱喜』（現在は閉店）を営む両親の下に生まれる。
小学4年生の頃に学習障害、注意欠陥多動性障害、中学生の頃にアスペルガー症候群と診断されていたが、当初本人はこれを認めず、成人してからSNSでようやく自身の障害を自覚した。
幼少期は前述の理由で忘れ物が多く、簡単な計算や読み書きもできなかったため、同級生からのいじめや、教師からの体罰を受ける日々を送る。高校卒業後に准看護師の資格、その後、正看護師の資格を取ったものの、他者とうまくコミュニケーションがとれず、首吊り自殺を図るも失敗に終わる。その後、看護師を辞め風俗業に転身。ソープランド以外のあらゆる風俗店で働く。
風俗店の待機室にあった実話誌を読んでいた時に漫画家の桜井トシフミの存在を知り、そのギャグセンスに衝撃を受け心酔していく。これをきっかけに出版社にファンレターを送ったことで桜井との交流が始まり、その際に年賀状の絵が個性的だと褒められ、漫画家になるよう勧められる。その後『漫画アクション』（双葉社）の新人賞に応募、選外奨励賞を獲得し26歳で漫画家デビューを果たした。その後様々な出版社に売り込むも掲載契約は取れなかったが、ゲッツ板谷のホームページでWEB連載を始めることで人気を獲得、それによりいくつかの出版社から執筆依頼が来るようになる。
『ハツキス』で連載された『透明なゆりかご 産婦人科医院 看護師見習い日記』は、NHKでテレビドラマ化され、2018年7月から9月まで放送された。
株式会社『ぱやぱや』を2021年9月14日に設立し、代表取締役に就任。

## 人物像
奇異積極型～孤立型を経て30代から受容型アスペルガー。特定の環境においてのみコミュニケーション能力が高く、一見すると健常者にしか見えないが「変化」を極端に嫌い、限定した人間関係に拘りがあるため、「新しい知人関係」を「継続させる」ことが困難らしい。
基本的な性格は愛着の対象者にのみ従順で、それ以外の人間には無関心か冷淡。柔らかい声を持つ人と字の綺麗な人に好意や関心を持つ習性がある。極度のマザコンである他、バイセクシャルであること、結婚や出産はしないことを公言していたが、『本当にあった笑える話』(ぶんか社)2019年8月号の連載『毎日やらかしてます』で、作中に登場させていた「彼氏」が同じく漫画家である桜井トシフミであり、2003年に結婚していたことを明らかにした。
好きな色はサファイアブルーで、部屋は青い服で埋め尽くされている。
家族は父と母、弟が二人いるが、末の弟については沖田が特に苦手意識を持っている為か登場している作品は少なく、『蜃気楼家族』では一貫して登場していない。

## 症状
数多くの発達障害と共生している。映像記憶（見た景色を映像のように記憶している）と共感覚（音楽を聴くとカラフルな玉が見える）の持ち主。
- アスペルガー - 『映像記憶』『相貌失認』『聴覚処理障害による聴覚過敏』『末梢鈍麻』『味覚の感覚過敏』
- 学習障害 - 『空間認知の欠如』『計算障害』『書き文字障害』『ディスレクシア』
- 注意欠陥多動障害 - 『注意力散漫』『日常的な集中力欠如』『健忘症』『重度の短期記憶障害』『整理整頓ができない』

二次障害では、小学生の頃、授業中に場面緘黙症と過眠症を発症し、現在も完治していない。

## その他
実家の中華料理屋は1930年代中頃に建設されたもので、祖母の家と繋がっていて、家に浴室は一貫して無かった。なお、この中華料理屋は後に沖田が風俗嬢になった頃から経営が悪化し、沖田の祖母の葬式後に店主の父が店を放棄して逃亡したため、そのまま閉店した。また、実家の中華料理屋の他に沖田が中学生の頃に父が購入した山間部の一軒家や大昔に買った一軒家があったが、前者は殆ど使用されず（学生時代に沖田が友人らと住んでいた事がある程度）、実家が閉店した後に競売に掛けられている。後者も買ってすぐ売却している。
『蜃気楼家族』を執筆する際は、沖田は地元でも話題にならないだろうと考え、さらに母の旧姓を個人的に気に入っていたため、沖田以外すべて実名で、かつ自由に描いていた。しかし書籍化する際に地元の書店が積極的にPRしたため、それを聞いた母がそれを読んでショックのあまり過呼吸で倒れてしまった。これにより母と母方の親戚から猛抗議を受け、一時絶縁状態となった。『ハイスクールばっかちゃん』でも、高校時代の友人に関する事を無許可で自由に描いたため、友人から絶縁されている。

## 受賞歴
2018年
- 第42回講談社漫画賞少女部門 - 『透明なゆりかご 産婦人科医院 看護師見習い日記』にて受賞[16]。
- 第73回文化庁芸術祭ドラマ部門 - 『透明なゆりかご』にて大賞受賞。

## 作品
作品の中には自身が抱える障害を題材とした作品もあり（『毎日やらかしてます。』シリーズ、『ガキのためいき』、『ニトロちゃん』など）、アスペルガー障害を抱える読者からの反響や、障害について理解できたという内容の感想が寄せられたという。
『毎日やらかしてます。アスペルガーで、漫画家で』は発売当初(2012年6月10日調べ)「Amazon.co.jp 書籍ランキング ノンフィクション部門売上げ1位」を記録した。

### 単行本
- こんなアホでも幸せになりたい（2008年11月発行、マガジン・マガジン→サン出版、全1巻、ISBN 978-4-896-44687-6）
- ニトロちゃん（2010年3月発行、光文社、全1巻、ISBN 978-4-334-97607-1）
  - ニトロちゃん：みんなと違う、発達障害の私（2013年9月発行、光文社、「ニトロちゃん」の文庫版、ISBN 978-4-334-78633-5）
- 沖田×華の蜃気楼家族（『幻冬舎webマガジン』（幻冬舎）にて連載。全180話＋1巻および2巻収録の描きおろし番外編6話＋単行本のみ収録の描き下ろし最終話1話。単行本では『蜃気楼家族』として出版、全6巻）
  1. （2010年7月発行、ISBN 978-4-344-01868-6）
  2. （2011年7月発行、ISBN 978-4-344-02022-1）
  3. （2013年3月発行、ISBN 978-4-344-02351-2）
  4. （2014年10月発行、ISBN 978-4-344-02662-9）
  5. （2015年7月発行、ISBN 978-4-344-02968-2）
  6. （2018年8月発行、ISBN 978-4-344-03348-1）
- ガキのためいき（講談社『Kiss』2011年No.2 - 2012年No.22、全3巻）
  1. （2011年10月発行、ISBN 978-4-06-376129-0）
  2. （2012年4月発行、ISBN 978-4-06-376622-6）
  3. （2013年2月発行、ISBN 978-4-06-376779-7）
- ギリギリムスメ（2013年2月発行、講談社『Kiss PLUS』2012年3月号 - 2013年3月号（隔月連載）、全1巻、ISBN 978-4-06-340901-7）
- 『毎日やらかしてます。』シリーズ（ぶんか社『別冊本当にあった笑える話』『本当にあった笑える話』『本当にあった笑える話Pinky』、既刊10巻）
  1. 毎日やらかしてます。アスペルガーで、漫画家で（2012年6月20日発行、ISBN 978-4-8211-4338-2）
  2. ×華のやらかし日記（2013年4月20日発行、ISBN 978-4-8211-4350-4）
  3. ますます毎日やらかしてます。アスペルガーで、漫画家で（2014年7月1日発行、ISBN 978-4-8211-4381-8）
  4. こりずに毎日やらかしてます。発達障害漫画家の日常（2016年5月1日発行、ISBN 978-4-8211-4436-5）
  5. とことん毎日やらかしてます。トリプル発達障害漫画家の日常（2017年6月20日発行、ISBN 978-4-8211-4461-7）
  6. こんなに毎日やらかしてます。トリプル発達障害漫画家がゆく（2018年8月20日発行、ISBN 978-4-8211-4485-3）
  7. ぐるぐる毎日やらかしてます。発達障害漫画家は楽しく生きている!?（2019年10月10日発行、ISBN 978-4-8211-4532-4）
  8. わいわい毎日やらかしてます。発達障害漫画家の日々（2021年4月9日発行、ISBN 978-4-8211-4584-3）
  9. ざわざわ毎日やらかしてます。発達障害な日々（2022年12月9日発行、ISBN 978-4-8211-4651-2）
  10. それでも毎日やらかしてます。発達障害漫画家よ永遠に…（2024年6月10日発行、ISBN 978-4-8211-4688-8）
- ハイスクールばっかちゃん（小学館『ビッグコミックスペリオール』2012年7号 - 2013年21号、全2巻）
  1. （2013年2月発行、ISBN 978-4-09-185107-9）
  2. （2013年12月発行、ISBN 978-4-09-185326-4）
- 透明なゆりかご 産婦人科医院 看護師見習い日記（『Kiss PLUS』→『ハツキス』（講談社）にて連載、全9巻、詳細は当該記事を参照）
- はざまのコドモ 息子は知的ボーダーで発達障害児（2015年12月発行、君影草・著、ぶんか社、既刊1巻、ISBN 978-4-821-14420-4）
- まっぱちゃん 沖田×華短編集（2017年4月発行、メディアソフト）
- うんこで自分まるわかり! うんこ占い（2018年5月発行、ウン黒催・著、メディアソフト、ISBN 978-4-815-54004-3）
- お別れホスピタル（小学館『ビッグコミックスピリッツ』2018年4・5合併号 - （月1連載）、既刊14巻、詳細は当該記事を参照）
- 不浄を拭うひと（ぶんか社『本当にあった笑える話Pinky』掲載、ぶんか社コミックス、既刊7巻）
  1. 2019年11月14日発行（同日発売[18]）、ISBN 978-4-8211-3870-8
  2. 2020年10月14日発行（同日発売[19]）、ISBN 978-4-8211-3967-5
  3. 2021年11月12日発売[20]、ISBN 978-4-8211-2839-6
  4. 2022年11月30日発売[21]、ISBN 978-4-8211-5465-4
  5. 2023年6月29日発売[22]、ISBN 978-4-8211-5620-7
  6. 2024年1月30日発売[23]、ISBN 978-4-8211-5755-6
  7. 2024年12月13日発売[24]、ISBN 978-4-8211-5971-0
- ドン引きナース!（『月刊北國アクタス』〔北國新聞〕連載、単行本はぶんか社より発行、2020年4月10日発売、ISBN 978-4-821-14552-2）
- 父よ、あなたは…（『幻冬舎webマガジン』（幻冬舎）にて連載。全1巻、2020年10月16日発売、ISBN 978-4-344-03684-0）
- セキララ!ドン引きクリニック（『月刊北國アクタス』〔北國新聞〕連載、単行本はぶんか社より発行、全2巻）
  - （上）. 2021年10月8日発売、ISBN 978-4-821-14613-0
  - （下）. 2022年2月10日発売、ISBN 978-4-821-14622-2
- ヘルパーあつこと愉快な上流老人（ぶんか社、2022年11月28日発売（Kindle版）[25]、既刊2巻〔紙版〕）
  1. 2023年7月13日発売（ISBN 978-4-821-15641-2）[26]
  2. 2024年2月14日発売（ISBN 978-4-821-15776-1）[27]
- ヘレテクの穴（幻冬舎、新井素子・著、既刊2巻）
  1. 2023年7月20日発売、ISBN 978-4-344-04138-7
  2. 2024年6月5日発売、ISBN 978-4-344-04296-4

### その他の連載一覧
単行本化されたものを除く。
- ごーさらし放浪記（『わしズム』、幻冬舎）
- 特濃ばっか（『みこすり半劇場』→『本当にあった笑える話Pinky』、ぶんか社）

## メディア出演
- ハートネットTV（2014年5月26日、2017年5月29日[28]、NHK Eテレ）
- アウト×デラックス（2016年8月18日、フジテレビ）
- スッキリ（2018年8月15日、日本テレビ）